# تاریخ معاصر برده‌داری در عربستان سعودی

بردگان آفریقایی‌تبار در مکانی نامشخص، عربستان تحت حاکمیت عثمانی، حدود ۱۸۹۰ میلادی

برده‌داری و تاریخش دارای ریشه‌های ساختاری میراث برده شده از تاریخ پیش از ظهور اسلام در شبه‌جزیره عربستان بوده‌است. با این وجود، تاریخ معاصر برده‌داری در عربستان سعودی از منطقه حجاز شروع می‌شود. حجاز تقریباً ۱۲٪ از کل مساحت عربستان سعودی را در بر می‌گیرد و در سالهای ۱۵۱۷–۱۹۱۸ تحت امپراتوری عثمانی قرار داشت و به این ترتیب اسماً از قوانین عثمانی پیروی می‌کرد. پس از سقوط امپراتوری عثمانی، پادشاهی حجاز و سپس عربستان سعودی به یک کشور مستقل تبدیل شدند و در دوره میان‌دوجنگ به عنوان مرکز تجارت برده در سطح بین‌المللی شناخته می‌شدند. پس از جنگ جهانی دوم، فشار فزاینده بین‌المللی در نهایت منجر به لغو رسمی برده‌داری شد. برده‌داری در عربستان به‌طور رسمی در سال ۱۹۶۲ میلادی لغو شده اما شایعات غیررسمی بنا بر وجود برده‌داری در این کشور همچنان وجود دارد.

## پیش‌زمینه
منطقه عربستان سعودی امروزین بین سال‌های ۱۵۱۷ و ۱۹۱۸ میلادی اسماً تحت سلطه امپراتوری عثمانی قرار داشت و به همین دلیل در رابطه با برده‌داری و تجارت برده حداقل اسماً از از قوانین دیگر امپراتوری عثمانی پیروی می‌کرد. در سال ۱۹۰۸ میلادی، امپراتوری عثمانی به‌طور اسمی برده داری را لغو کرد، اما این قانون در شبه جزیره عربستان توسط مقامات عثمانی اجرا نشد.

## تجارت برده‌داری
پس از جنگ جهانی اول، در عربستان یک کشور مستقل به نام پادشاهی حجاز (۱۹۱۶–۱۹۲۵) تشکیل شد. حجاز خود را ملزم به اطاعت از قوانین و معاهدات امضا شده توسط امپراتوری عثمانی در مورد برده داری و تجارت برده نمی‌دانست. در دوران میان‌دوجنگ، پادشاهی حجاز در سطح بین‌المللی به عنوان یک مرکز منطقه‌ای تجارت برده شناخته می‌شد.
تجارت برده دو راه عمده به حجاز داشت. برده‌های آفریقایی عمدتاً از سودان و اتیوپی قاچاق می‌شدند. در درجه اول کودکان و زنان جوان توسط والدینشان به عنوان خراج به رهبران و اربابان قبایل اتیوپیایی داده می‌شدند و آنان کودکان را به تاجران برده می‌فروختند. به والدین گفته می‌شد که قرار است فرزندانشان به عنوان برده در عربستان زندگی بهتری داشته باشند. برده‌ها از طریق ساحل به برده داران عرب تحویل داده می‌شدند و از طریق دریای سرخ به جده فرستاده می‌شدند.
مسیر دوم تجارت برده‌داری به حج متصل بود. تاجران برده عمدتاً زنان و کودکان را به عنوان «همسر»، «خدمتکار» و «زائر» قاچاق می‌کردند، در صورتی که پس از ورود فروخته می‌شدند. قربانیان این مسیر قاچاق گاهی فریب می‌خوردند و به بهانه‌های واهی به حج می‌رفتند. برده فروشان زنان را با ازدواج به حجاز و سپس به حج می‌بردند و سپس به خانواده‌هایشان می‌گفتند که زنان در سفر مرده‌اند. به همین ترتیب، والدین فرزندان خود را با این تصور که برده فروشان، فرزندان خود را به حج به عنوان «خدمتکار» یا «دانش آموز» می‌بردند، به تاجران برده می‌سپردند. این دسته از قربانیان قاچاق برده‌داری از سراسر جهان اسلام تا هند شرقی و چین آمده بودند. برخی از مسافران خادمان یا همراهان فقیر خود را در سفر حج فروختند تا هزینه سفر خود را بپردازند.
در دهه‌های ۱۹۳۰ و ۱۹۴۰ میلادی گزارش شد که سومین مسیر بردگان بلوچ از بلوچستان و از طریق عمان و کشورهای حاشیه خلیج فارس به عربستان سعودی ارسال شده. گزارش شده‌است که برخی از بلوچ‌ها برای رهایی از فقر خود یا فرزندانشان را به تاجران برده می‌فروختند.
از آنجایی که کارگران مزدبگیر نادر بودند، پادشاهی حجاز بردگان زیادی داشت. تخمین زده شده که در سال ۱۹۳۰ میلادی، ده درصد از جمعیت مکه برده بودند. بسیاری از برده‌ها به عنوان خدمتکاران خانگی و خواجه‌های حرمسرا استفاده می‌شدند، اما می‌توانستند به‌عنوان صنعتگر، ملوان، غواص مروارید، ماهی‌گیر، چوپان و سوارکاران شتر نیز استفاده شوند. از آنجایی که بردگان فاقد پیوندهای وفاداری به سایر قبیله‌ها در نظام سختگیرانه قبیله ای بودند، توسط اربابان‌شان به عنوان یک سرمایه‌گذاری خوب در نظر گرفته می‌شدند و به عنوان خدمتکار محبوب بودند. بسیاری از مردان مزیت خرید صیغه را به جای ازدواج با زن آزاد می‌دیدند. زنان مسیحی جاوه یا چینی به عنوان صیغه ارزش گذاری می‌شدند و ۵۰۰ دلار فروخته می‌شدند. این در حالی بود که زنان آفریقایی به یک پنجم قیمت یعنی ۱۰۰ دلار فروخته می‌شدند. در سال ۱۹۴۳ میلادی، گزارش شد که دختران بلوچ از طریق عمان به مکه فرستاده می‌شدند. این اقدام به این دلیل بود که دختران بلوچ به عنوان صیغه به دلیل در دسترس نبودن دیگر دختران قفقازی محبوب بودند و به قیمت ۳۵۰ تا ۴۵۰ دلار فروخته می‌شدند.

## فعالیت‌ها علیه تجارت برده‌داری
امپراتوری بریتانیا با گشت زنی در دریای سرخ با تجارت برده مبارزه می‌کرد و با امضای کنوانسیون برده داری در سال ۱۹۲۶، موظف به مبارزه با برده‌داری و تجارت برده در تمام سرزمین‌های تحت کنترل مستقیم یا غیرمستقیم امپراتوری بریتانیا بود. مانند بقیه کشورهای خلیج فارس، انگلیسی‌ها کنترل خود بر منطقه را برای انجام کاری در مورد برده‌داری و تجارت برده کافی نمی‌دانستند؛ بنابراین، سیاست بریتانیا این بود که به جامعه ملل اطمینان دهد که منطقه از همان معاهدات ضد برده‌داری که توسط بریتانیا امضا شده بود پیروی می‌کند، اما همزمان از هرگونه بررسی بین‌المللی در منطقه که ممکن بود که این ادعاها را رد کند جلوگیری می‌کرد. با این حال، اقدمات بریتانیا تأثیر چندانی بر این تجارت نداشت. تاجران برده به مقامات استعماری اروپایی اعلان می‌کردند که برده‌ها در واقع «همسران، فرزندان، خدمتکاران یا همتایان حجاج» آنها هستند، و خود قربانیان نیز به این موضوع متقاعد شده بودند که در واقع به عنوان برده از آنان استفاده نخواهد شد.
از آنجایی که کنسولگری بریتانیا در دهه ۱۸۷۰ در جده افتتاح شد، انگلیسی‌ها از امتیازات دیپلماتیک خود استفاده کردند تا بردگانی را که برای درخواست پناهندگی به کنسولگری بریتانیا فرار می‌کردند را آزاد کنند. بردگان سلطنتی ولی از این حق مستثنی بودند. کنسولگری فرانسه، ایتالیا و هلند نیز از حق خود استفاده کردند تا بردگانی را که به کنسولگری خود می‌رسیدند به عنوان پناهنده بازگردانند. اما فعالیت فرانسه و ایتالیا بسیار محدود بود و فقط هلندی‌ها به اندازه انگلیسی‌ها حاضر به استفاده از این حق بودند. هر برده‌ای که می‌توانست به دفتر کنسولی یا کشتی متعلق به یک قدرت خارجی برسد، می‌توانست از حق آزادی با درخواست پناهندگی استفاده کند. اکثر بردگانی که از این حق استفاده کردند، شهروندان مستعمرات این کشورها بودند که بدون اطلاع از اینکه در بدو ورود به عنوان برده فروخته می‌شوند، به عربستان سفر کرده بودند. فعالیت‌های اختصاری کنسول‌گران خارجی با همکاری رسمی مقامات عربی مواجه شد، اما مردم محلی آن را به شدت مورد بی‌مهری قرار می‌دادند، و معمول بود که بردگانی که به دنبال پناهندگی بودند در فاصله زمانی بین درخواست پناهندگی ناپدید می‌شدند و زمانی برای کنسول‌گرها نبودند تا آنها را از راه آبی خارج کنند.
برده داری و تجارت برده در شبه جزیره عربستان و به ویژه در عربستان سعودی (پادشاهی حجاز) مورد توجه جامعه ملل قرار گرفت و به ایجاد کنوانسیون برده داری در سال ۱۹۲۶ کمک کرد که بریتانیا را ملزم به مبارزه با تجارت برده در این منطقه کرد.
بین سال‌های ۱۹۲۸ و ۱۹۳۱ میلادی، مشاوره بریتانیا در جده به ۸۱ نفر کمک کرد که ۴۶ نفر به سودان و ۲۵ نفر به ماساوا در اتیوپی بازگردانده شدند. اکثریت قریب به اتفاق بردگان از آفریقا سرچشمه می‌گرفتند، اما این واقعیت که اکثریت آنها در کودکی قاچاق شده بودند، برای مقامات مشکل ایجاد می‌کرد. بردگان نمی‌توانستند دقیقاً به خاطر بیاورند که از کجا آمده‌اند یا خانواده‌ایشان در کجا زندگی می‌کنند. بعضی نیز نمی‌توانستند به زبان دیگری غیر از عربی صحبت کنند، و بنابراین پس از بازگشت به وطن، برای تأمین مخارج زندگی خود مشکل داشتند. این مشکل در دهه ۱۹۳۰ میلادی باعث بی‌میلی مقامات کشورها برای پذیرش و کمک به بردگان شده بود.
در سال ۱۹۳۶ میلادی، عربستان سعودی رسماً واردات بردگانی را که قبل از ورود به پادشاهی برده نبودند را ممنوع کرد. البته این اقدام فقط بر روی کاغذ بود.

## لغو رسمی برده‌داری
پس از جنگ جهانی دوم، فشار بین‌المللی فزاینده ای از سوی سازمان ملل متحد برای پایان دادن به تجارت برده‌داری وجود داشت. در سال ۱۹۴۸ میلادی، سازمان ملل متحد در اعلامیه جهانی حقوق بشر، برده‌داری را جنایت علیه بشریت اعلام کرد. پس از آن انجمن بین‌الملل ضد برده‌داری اشاره کرد که حدود یک میلیون برده در شبه جزیره عربستان وجود دارد که جنایتی علیه کنوانسیون برده‌داری ۱۹۲۶ بود و از سازمان ملل درخواست کرد که کمیته‌ای برای رسیدگی به این موضوع تشکیل شود.
در سال ۱۹۶۲ میلادی عربستان سعودی برده‌داری را رسماً لغو کرد. با این حال، شایعه شده‌است که برده داری غیررسمی همچنان در عربستان وجود دارد.

طبق گزارش وزارت امور خارجه ایالات‌متحده آمریکا در سال ۲۰۰۵ میلادی:
عربستان سعودی مقصدی برای مردان و زنان از جنوب و شرق آسیا و شرق آفریقا و کودکانی از یمن، افغانستان و آفریقا است که برای گدایی اجباری قاچاق می‌شوند. صدها هزار کارگر کم مهارت از هند، اندونزی، فیلیپین، سریلانکا، بنگلادش، اتیوپی، اریتره و کنیا داوطلبانه به عربستان سعودی مهاجرت می‌کنند. برخی در شرایط «خدمت‌اجباری غیرارادی»، رنج بردن از آزار جسمی و جنسی، عدم پرداخت یا تأخیر در پرداخت دستمزد، عدم پذیرش اسناد مسافرتی، محدودیت در آزادی رفت‌وآمد و تغییر در قراردادهای آنان بدون اطلاعشان قرار می‌گیرند. دولت عربستان سعودی حداقل استانداردهای حذف و مبارزه با قاچاق را رعایت نمی‌کند و تلاش قابل توجهی {برای بهبود این وضعیت} توسط دولت عربستان صورت نمی‌گیرد.